# Клуб «Белый попугай»
Клуб «Бе́лый попуга́й» (или «Белый попугай») — юмористическая телепередача, выходившая на 1-м канале Останкино (1993—1995), ОРТ (1995—1999), М-49 (1996), РТР (1999—2000) и REN-TV (1997—2002). Производилась телекомпанией/телеканалом REN-TV в 1993—2002 годах. Основными авторами и ведущими передачи являлись Аркадий Арканов (замысел), Григорий Горин (соведущий), Эльдар Рязанов (ведущий первых двух выпусков), Юрий Никулин (последующие выпуски, почётный президент клуба), Михаил Боярский (актёр и певец) и Левон Оганезов (соведущий, пианист и композитор.)
Передача представляла собой общение клуба любителей анекдотов и выходила в эфир примерно раз в месяц. На неё приглашались многие известные артисты, в эфире рассказывались новые и давно известные анекдоты из уст артистов. Также нередко озвучивались анекдоты, почерпнутые из писем зрителей.

## История
Телепередача под названием «Клуб „Белый попугай“» была основана в 1993 году народными артистами СССР Эльдаром Рязановым и Юрием Никулиным. Авторами передачи являлись писатель-сатирик Аркадий Арканов и драматург Григорий Горин. Самый первый выпуск вышел в четверг, 16 декабря 1993 года в 19:45 на 1-м канале «Останкино». Передача появилась в ТО «ЭльдАрадо», причём первоначально был замысел сделать единичную рекламную программу к изданию сборника «Антология мирового анекдота». Но после съёмок первого выпуска и его большой популярности у зрителей создатели приняли решение сделать передачу регулярной.
Изначально (с декабря 1993-го по июль 1994-го) выпуски «Клуба» выходили в эфир с периодичностью один раз в два месяца, но с 8 августа 1994 года (когда время выхода в эфир было 22:15) она была изменена на один раз в месяц (крайне редко — два раза в месяц). В 1994—1995 годах программа уходила в летний отпуск.
Первые два выпуска вёл Эльдар Рязанов, а затем ведущими стали Никулин и Горин как рассказчики самых ярких анекдотов. Никулин был избран почётным председателем клуба. В качестве талисмана в помещении, где проходили съёмки, находилась клетка с попугаем по кличке Аркаша, выслушивавшим все звучащие анекдоты и байки.
По словам Ирены Лесневской, именно этот попугай и дал название всей телепередаче:

Я пригласила Жванецкого, Никулина, Арканова, Гришу Горина, Льва Дурова. Мы выбрали три очень смешных анекдота, и каждый анекдот рассказывали все по очереди. Это было безумно смешно. Я сказала: ребята, вот готовая программа. А название появилось благодаря попугаю Аркаше, который жил в этой комнате и был страшный матерщинник и пьяница: когда его выпускали из клетки, он ко всем садился на рюмки и выпивал.

В 1995 году Юрий Никулин номинировался на премию ТЭФИ в категории «Лучший ведущий развлекательной передачи». В том же году к составу постоянных ведущих программы присоединились Аркадий Арканов и Михаил Боярский.
После смерти Юрия Никулина в 1997 году передачу продолжали вести Горин, Арканов и Боярский. Однако 30 июля 1999 года руководство ОРТ остановило заказы на производство передачи, мотивируя это отсутствием свежих лиц и смешных шуток. Тем самым, программа перешла на телеканал РТР, и одновременно с этим увеличилась её периодичность в эфире: два раза в неделю. Несмотря на это, передача продержалась в эфире канала в течение телесезона 1999—2000 годов и в дальнейшем производилась собственными усилиями телекомпании REN-TV.
15 июня 2000 года, после смерти Григория Горина, Михаил Боярский и Аркадий Арканов продолжили вести Клуб, а новые выпуски передачи стали выходить только на канале REN-TV. Спустя два года программа была закрыта. Последний премьерный выпуск вышел в эфир REN-TV 31 марта 2002 года под названием "Суперигра «Москва-Петербург».
После закрытия продолжительное время (с 2002 по 2008 год) на РЕН ТВ выходили повторы старых выпусков передачи, а с марта 2016 года они периодически транслируются на международной версии канала. Также до марта 2015 года повторы транслировались на телеканале «НСТ» (в 2007—2009 годах) и других телевизионных каналах России и Украины.

## Оценки телепередачи
Арканов впоследствии вспоминал:

Я считаю, что такой передачи не было, нет и вряд ли будет. Это было такое удивительное время! Всё было чисто, искренне. Главное было не рассказать шутку, а просто пообщаться. «Белый попугай» существовал как жизнь, а не ради того, чтобы рассмешить, но смешное из этой передачи становилось достоянием очень многих людей.

## Подражания
На украинском телевидении в 1998 году телеведущим Ильёй Ноябрёвым была основана аналогичная передача «Анекдот-клуб „Золотой гусь“» (укр. «Анекдот-клуб „Золотий гусак“»), которая также собирала известных советских и украинских деятелей культуры и искусства для совместного рассказывания анекдотов. Передача впоследствии трансформировалась в одноимённый юмористический журнал.
На таджикистанском телевидении в 2016 году была основана аналогичная передача «Гап», которая собирает известных таджикистанских деятелей культуры и искусства для совместного рассказывания анекдотов.
На армянском телевидении в 2001 году поэтом, юмористом и публицистом Арамаисом Саакяном была основана аналогичная передача «Дом смеха» (арм. «Ծիծաղի տուն»), которая собирала известных армянских деятелей культуры и искусства для совместного рассказывания анекдотов.